# كيلي برازير
كيلي برازير (بالإنجليزية: Kelly Brazier) هي لاعبة سباعيات رغبي ‏ نيوزيلندية، ولدت في 28 أكتوبر 1989 في دنيدن في نيوزيلندا.

## وصلات خارجية
- كيلي برازير على موقع سلسلة سباعيات الرغبي العالمية للسيدات (الإنجليزية)
- كيلي برازير على موقع اللجنة الأولمبية الدولية (الإنجليزية)
- كيلي برازير على موقع أوليمبيديا (الإنجليزية)
- كيلي برازير على موقع اللجنة الأولمبية النيوزيلندية (الإنجليزية)